# Hans Dennhardt
Hans Dennhardt (* 15. September 1941 in Speyer) ist ein deutscher Architekt, Stadtplaner und emeritierter Hochschullehrer.

## Leben
Dennhardt wuchs in einem Dorf in der Vorderpfalz als ältestes von drei Geschwistern in einer Handwerkerfamilie auf und sollte die elterliche Schreinerei übernehmen. Er entschied sich aber für eine akademische Laufbahn.
Ab 1966 studierte er Architektur in Mainz und später Städtebau in Stuttgart. 1971 erwarb er an der Universität Stuttgart den akademischen Grad eines Diplom-Ingenieurs. Anschließend promovierte er als Stipendiat der Hochschule am Städtebaulichen Institut 1974 zum Dr.-Ing. Danach war er Partner im Planungsbüro ARUPLAN in Kaiserslautern.
1981 erfolgte seine Berufung als ordentlicher Professor für Raum- und Umweltplanung mit dem Forschungsgebiet Ländliche Ortsentwicklung und Ortserweitungsplanung an der Technischen Universität Kaiserslautern, wo er bis zur Emeritierung 2006 lehrte.
Bis 2011 führte Hans Dennhardt mit zwei Partnern noch ein privates Planungs-, Beratungs- und Forschungsbüro.

## Ehrungen
Die Staatliche Universität Tiflis verlieh Dennhardt die Ehrendoktorwürde.